# Jeremy Sweet
Pour les articles homonymes, voir Sweet.
Jeremy Sweet est un compositeur.

## Filmographie
- 1989 : Dragon Ball Z (série télévisée)
- 1994 : VR Troopers (série télévisée)
- 1994 : Hostile Intentions
- 1995 : You're Invited to Mary-Kate & Ashley's Sleepover Party (vidéo)
- 1995 : Iznogud (série télévisée)
- 1996 : The Why Why? Family (série télévisée)
- 1996 : Power Rangers : Zeo (série télévisée)
- 1996 : Beetleborgs (Big Bad Beetleborgs) (série télévisée)
- 1996 : Access Hollywood (série télévisée)
- 1997 : The Practice ("The Practice") (série télévisée)
- 1997 : Power Rangers Turbo, le film (Turbo: A Power Rangers Movie)
- 1997 : Power Rangers : Turbo (série télévisée)
- 1997 : Beetleborgs (Beetleborgs Metallix) (série télévisée)
- 1997 : Casper, l'apprenti fantôme (Casper: A Spirited Beginning) (TV)
- 1997 : The All New Captain Kangaroo (série télévisée)
- 1998 : Fox Family Countdown (série télévisée)
- 1998 : Power Rangers dans l'espace (série télévisée)
- 1998 : Rusty, chien détective (Rusty : A Dog's Tale)
- 1998 : La Famille Addams : Les retrouvailles (Addams Family Reunion) (vidéo)
- 1998 : La Nouvelle Famille Addams ("The New Addams Family") (série télévisée)
- 1999 : The Kids from Room 402 (série télévisée)
- 1999 : Power Rangers : L'Autre Galaxie (série télévisée)
- 1999 : Family Feud (jeu télévisé)
- 2000 : U-Pick Live (série télévisée)
- 2000 : Power Rangers in 3D: Triple Force (vidéo)
- 2000 : Paranoia (série télévisée)
- 2000 : NASCAR Racers (série télévisée)
- 2000 : Power Rangers : Sauvetage éclair (série télévisée)
- 2000 : Mashuranbo (série télévisée)
- 2000 : Ice Angel (TV)
- 2001 : Power Rangers : La Force du temps (série télévisée)
- 2001 : Los Luchadores (série télévisée)
- 2001 : Prank Attack (série télévisée)
- 2001 : American Pie 2
- 2001 : What's with Andy? (série télévisée)
- 2001 : Transformers: Robots in Disguise (série télévisée)
- 2001 : Moolah Beach (série télévisée)
- 2001 : Who Is Cletis Tout?
- 2001 : Nobel Peace Prize Concert (TV)
- 2002 : The Osbournes (série télévisée)
- 2002 : American Idol: The Search for a Superstar (série télévisée)
- 2003 : Super Surgery (TV)
- 2003 : Summerdate (série télévisée)
- 2003 : National Lampoon Presents Dorm Daze
- 2003 : Leprechaun: Back 2 tha Hood (vidéo)
- 2004 : Room Raiders (série télévisée)
- 2004 : Animal Icons (série télévisée)
- 2004 : Love Is in the Heir (série télévisée)
- 2004 : The 100 Most Memorable TV Moments (feuilleton TV)
- 2005 : PoweR Girls (série télévisée)
- 2005 : Mr. Romance (série télévisée)
- 2005 : Celebrity Fit Club (série télévisée)
- 2005 : Knievel's Wild Ride (série télévisée)